# The Pfister Hotel
The Pfister Hotel es un hotel de lujo en el centro de Milwaukee, Wisconsin, Estados Unidos. El Pfister Hotel es miembro de Historic Hotels of America, el programa oficial del National Trust for Historic Preservation .
Propiedad de Guido Pfister y su hijo, Charles F. Pfister, fue inaugurado en 1893 a un costo de más de $1 millón. Diseñado por el arquitecto Henry C. Koch en estilo renacentista románico, tenía características poco comunes en su época, como protección contra incendios, electricidad y controles de termostato.

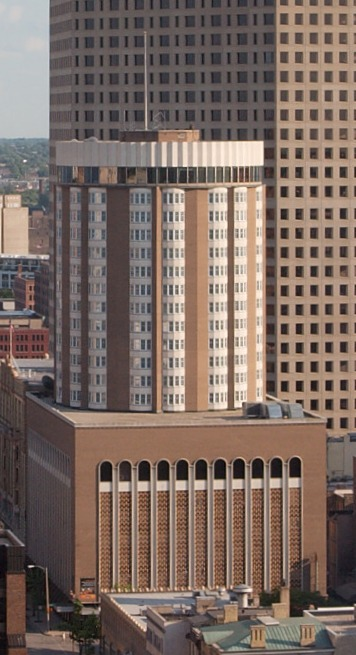
torre de 1962

Fue comprado por el magnate de la hospitalidad Ben Marcus en 1962, quien renovó y agregó una adición de 13 pisos detrás del edificio sin comprometer el edificio original en sí, y sigue siendo propiedad de Marcus Corporation. Tiene la mayor colección hotelera de arte victoriano del mundo. ha ostentado el premio Cuatro Diamantes de la AAA durante 37 años, desde el inicio de la clasificación en 1977.
Está incluido en el Registro Nacional de Lugares Históricos como parte del Distrito Histórico Comercial East Side . 

La nominación del Registro Nacional de 1986 establece:
El Pfister es el último gran hotel del siglo XIX que queda en el centro de Milwaukee. Se utilizaron materiales locales en su construcción con piedra caliza de Wauwatosa con revestimiento de roca para los dos primeros pisos y ladrillo color crema para los pisos tercero a octavo. Como molduras se utilizaron piedra caliza de Indiana y terracota . Los cambios en el exterior incluyen la eliminación del enorme pórtico de piedra en la fachada de la calle Jefferson y el cierre de una entrada en la esquina sureste. El vestíbulo principal ha sido reformado y restaurado para que se asemeje a su aspecto original".